# 卡雷苏安多
卡雷苏安多是瑞典北博滕省基律纳市镇内的城镇，位于穆奥尼奥河畔，邻近芬兰边境。
卡雷苏安多是欧洲E45公路的北方起点。